# Тордандреа (Перуђа)
Тордандреа је насеље у Италији у округу Перуђа, региону Умбрија.
Према процени из 2011. у насељу је живело 939 становника. Насеље се налази на надморској висини од 190 м.